# Monsanto (Alcanena)
Monsanto ist eine Gemeinde im Zentrum Portugals. Sie gehört zum Kreis Alcanena im Distrikt Santarém, besitzt eine Fläche von 18,5 km² und hat 700 Einwohner (Stand 19. April 2021).

## Sport
Der Verein GDR Monsanto spielte in der Saison 2023/2024 in der Série Sul (Südgruppe) der II Divisão (2. Liga).